# Cesáreo de Terracina
San Cesáreo de Terracina (Caesarius Diaconus), o  Cesáreo de África fue un mártir de la Iglesia católica. La iglesia de San Cesareo in Palatio de Roma lleva su nombre.

## Vida
Cesáreo fue diácono de África, martirizado en Terracina (en la actual Italia). Cesáreo denunció la costumbre pagana de sacrificar un joven cada año en honor del dios Apolo, arrojándolo por un acantilado. El sacerdote de Apolo lo hizo arrestar y lo llevó ante el gobernador. Fue condenado a ser metido en un saco y arrojado al mar. Fue martirizado junto a san Julián, un presbítero local. Según la tradición, la muerte de Cesáreo tuvo lugar entre los años 60 y 110. Sin embargo, es más probable que realmente viviese en el siglo III y muriese durante el reinado del emperador Diocleciano.

## Culto
Su festividad es el 15 de marzo. En el siglo IV, el emperador Valentiniano fue sanado en el monasterio de San Cesáreo en Terracina. El emperador decidió entonces trasladar sus reliquias a Roma, y fueron llevadas a una iglesia situada en la Colina Palatina, fueron posteriormente llevadas a una iglesia situada cerca de la Vía Apia que recibió el nombre de San Cesáreo in Palatio.

## Reliquias
Del 30 de marzo al 30 de junio de 2015, el brazo relicario de San Cesáreo conservado en la Catedral de Terracina se exhibió en la exposición titulada "Esculturas preciosas: orfebrería sagrada en Lacio", creada en el Braccio di Carlo Magno, en la Plaza de San Pedro, en el Vaticano, para Antonio Paolucci, Director de los Museos Vaticanos.
En el Museu Frederic Marès de Barcelona se conserva una reliquia de San Cesáreo diácono y mártir (cartucho en latín "S. Caesarii D.M. / 1 November") en un calendario-relicario. 
En el Real Monasterio de Santa Maria de Poblet (Catalogna) se conserva una reliquia de San Cesáreo en un calendario-relicario. 
En el convento de Santa Paula de Sevilla se conserva una reliquia (fragmento óseo) de San Cesáreo diácono en un calendario-relicario, el 1 de noviembre. 
En la Iglesia de Nuestra Señora de la Asunción en Paradinas (Segovia) se conserva una reliquia de San Cesáreo en un calendario-relicario (cartucho en latín "S. Caesaris M. / 1 November"), santas reliquias entregadas a la cofradía local por el monje cartujo Esteban de las Monjas en 1854.

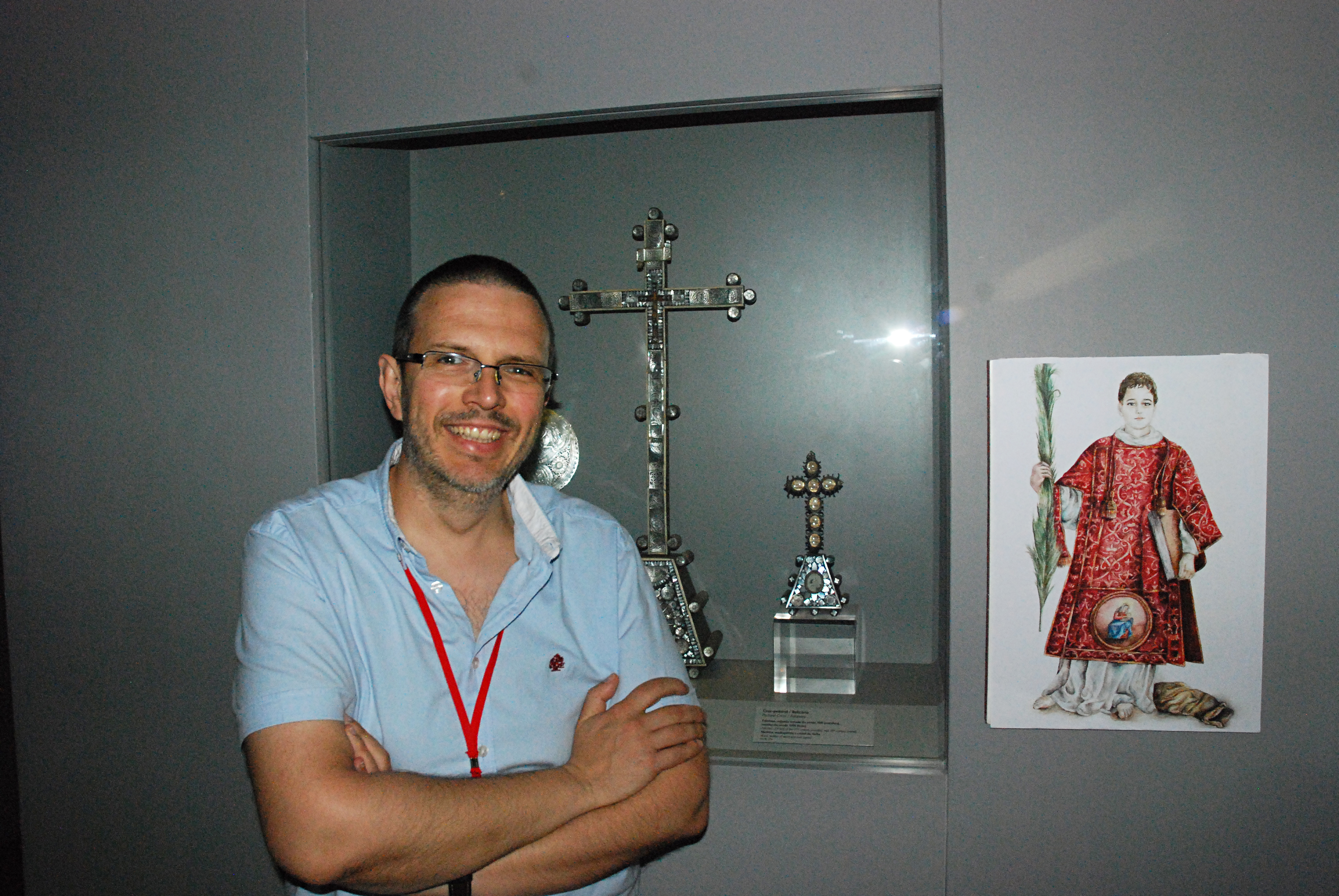
Museo de São Roque de Lisboa, João Miguel Ferreira Antunes Simões, Historiador de Arte, al lado de la reliquia y el icono de San Cesáreo diácono y mártir.

En el Museo de El Carmen de la Ciudad de México se conserva una reliquia de San Cesáreo diácono en el calendario-relicario de San Fulgencio, el 1 de noviembre.  
En el Museo de São Roque en la ciudad de Lisboa (Portugal) se conserva una reliquia de San Cesareo diácono y mártir, en una cruz-pectoral relicario fabricada en Tierra Santa (RL 276 ), en madera, nácar, latón y cristal de roca (Palestina, segunda mitad del siglo XVIII).
En la Basílica de São Sebastião (Igreja dos Frades Capuchinhos) de Río de Janeiro se conserva una reliquia de San Cesáreo en un calendario-relicario (cartucho en latín "1 S. Cæsarei D. M.").
En la Paróquia Nossa Senhora das Graças de Caieiras (Brasil) se conserva una reliquia de San Cesáreo e de San Victor (cartucho en latín "S. Cesarii Mart." e "S. Victoris Mart").

## Patronazgo
San Cesáreo de Terracina es el santo patrono de la cesárea: el diácono es invocado para un buen éxito en esta intervención quirúrgica.  
El santo es invocado contra el ahogamiento (en referencia al modo de ejecución de su martirio), la inundación de los ríos (especialmente el Tíber), para la defensa de los relámpagos, de las calamidades telúricas y meteorológicas.  
En la Edad Media, Cesáreo fue un santo muy popular elegido por su nombre para reemplazar y cristianizar la figura pagana de Julio César y los emperadores romanos.

## Ilustraciones de vida

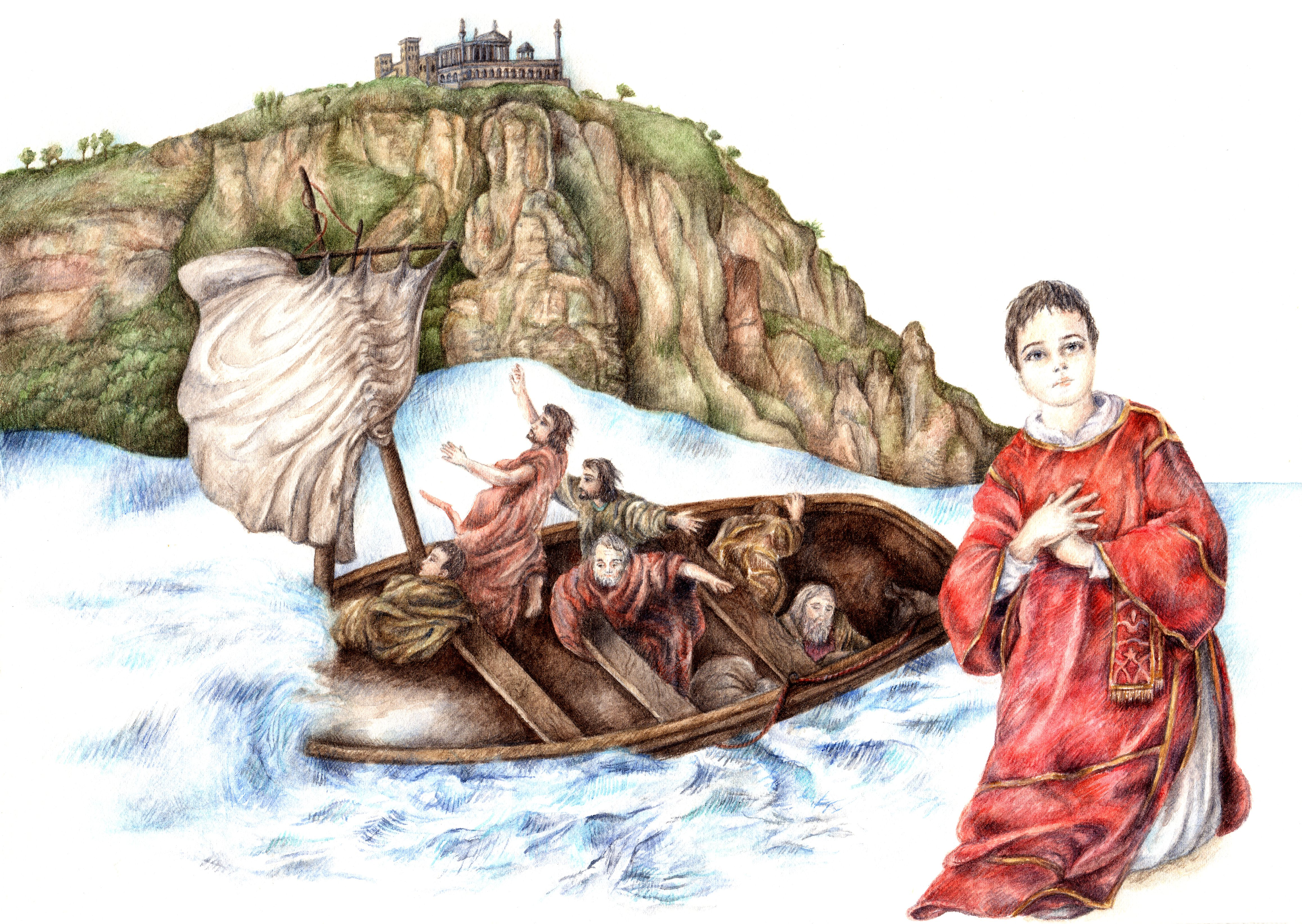
Naufragio de San Cesáreo diácono en Terracina.
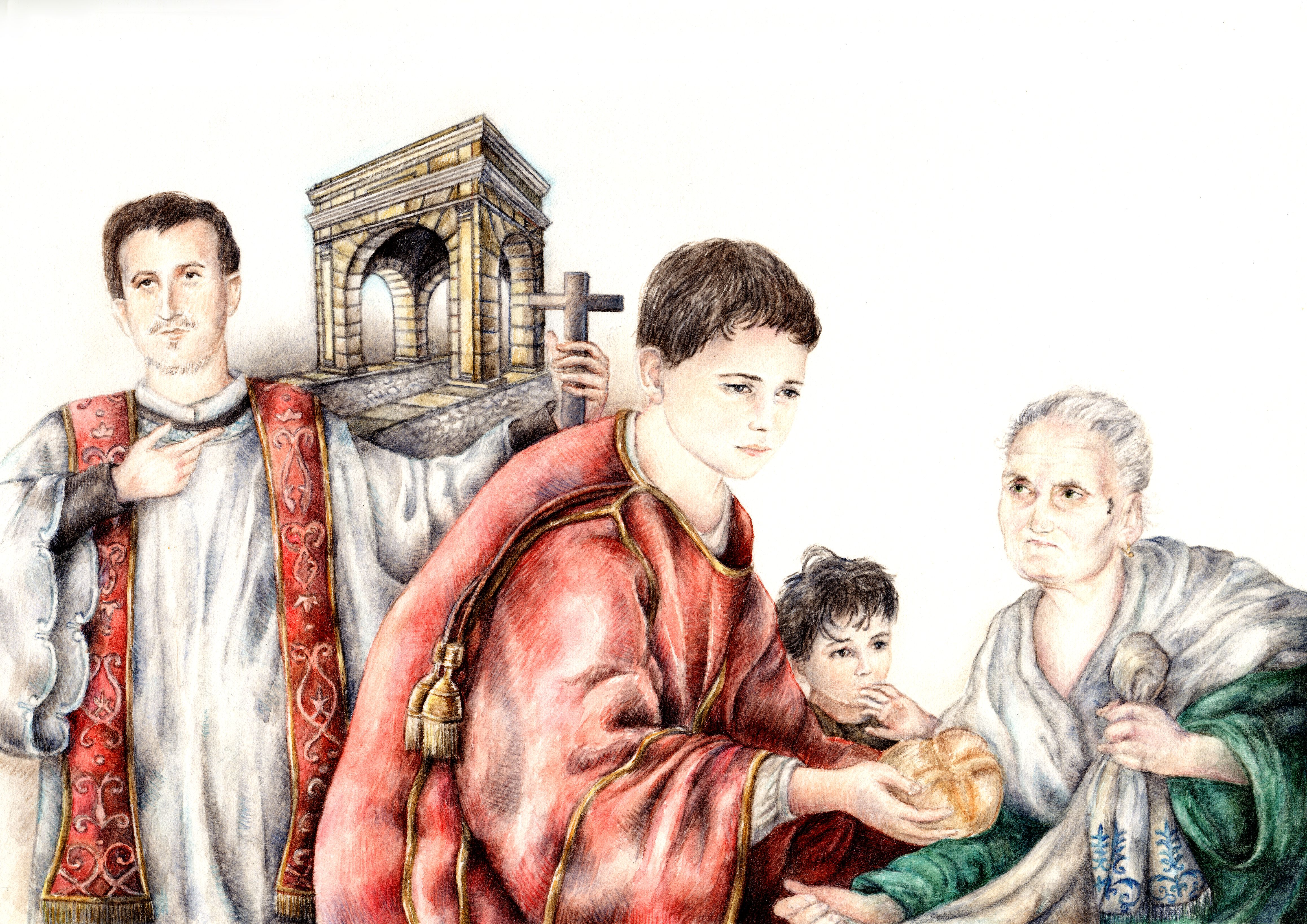
La predicación de los Santos Cesáreo diácono y Julián presbítero en Terracina.
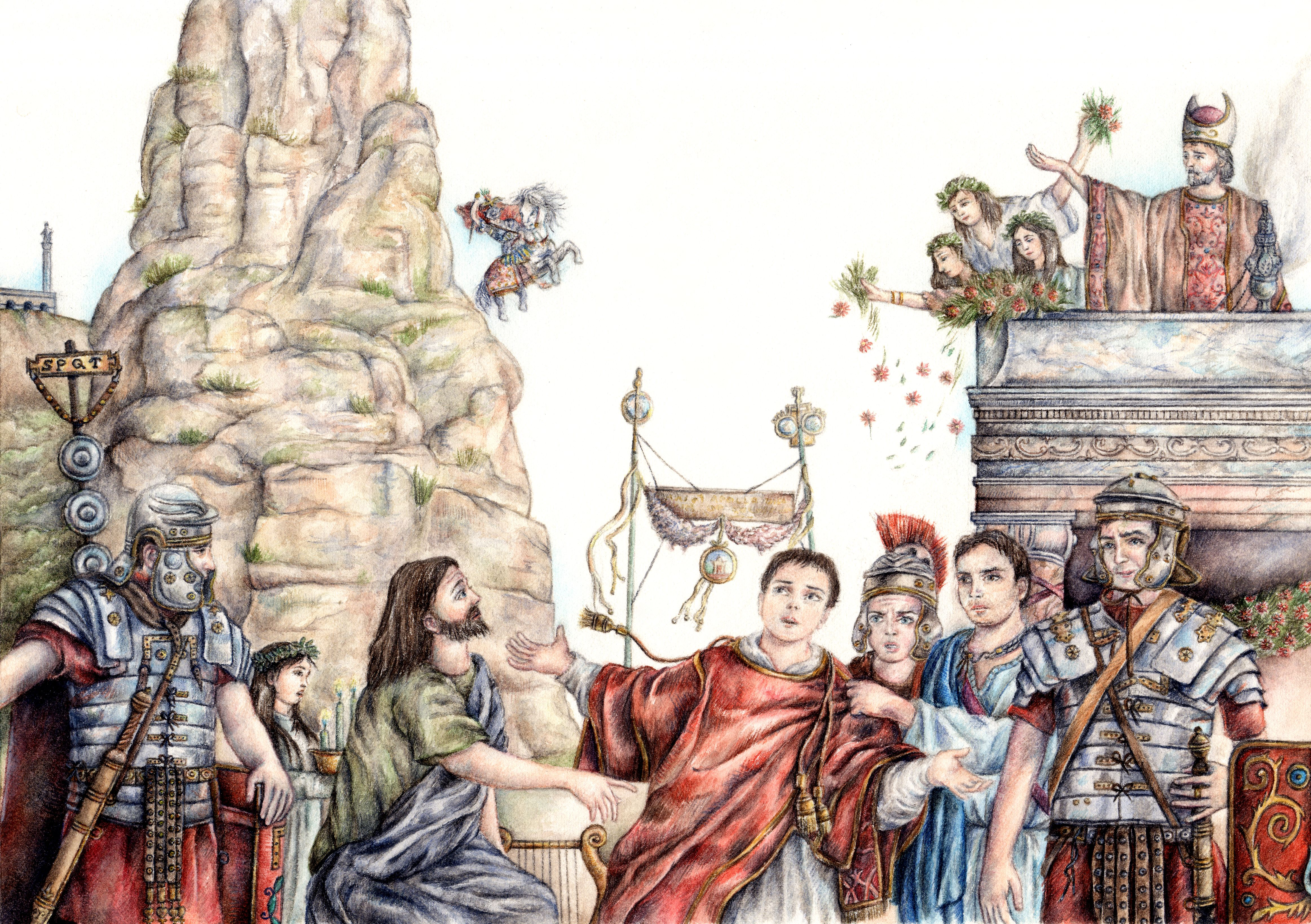
San Cesáreo diácono denuncia los sacrificios humanos en Terracina.
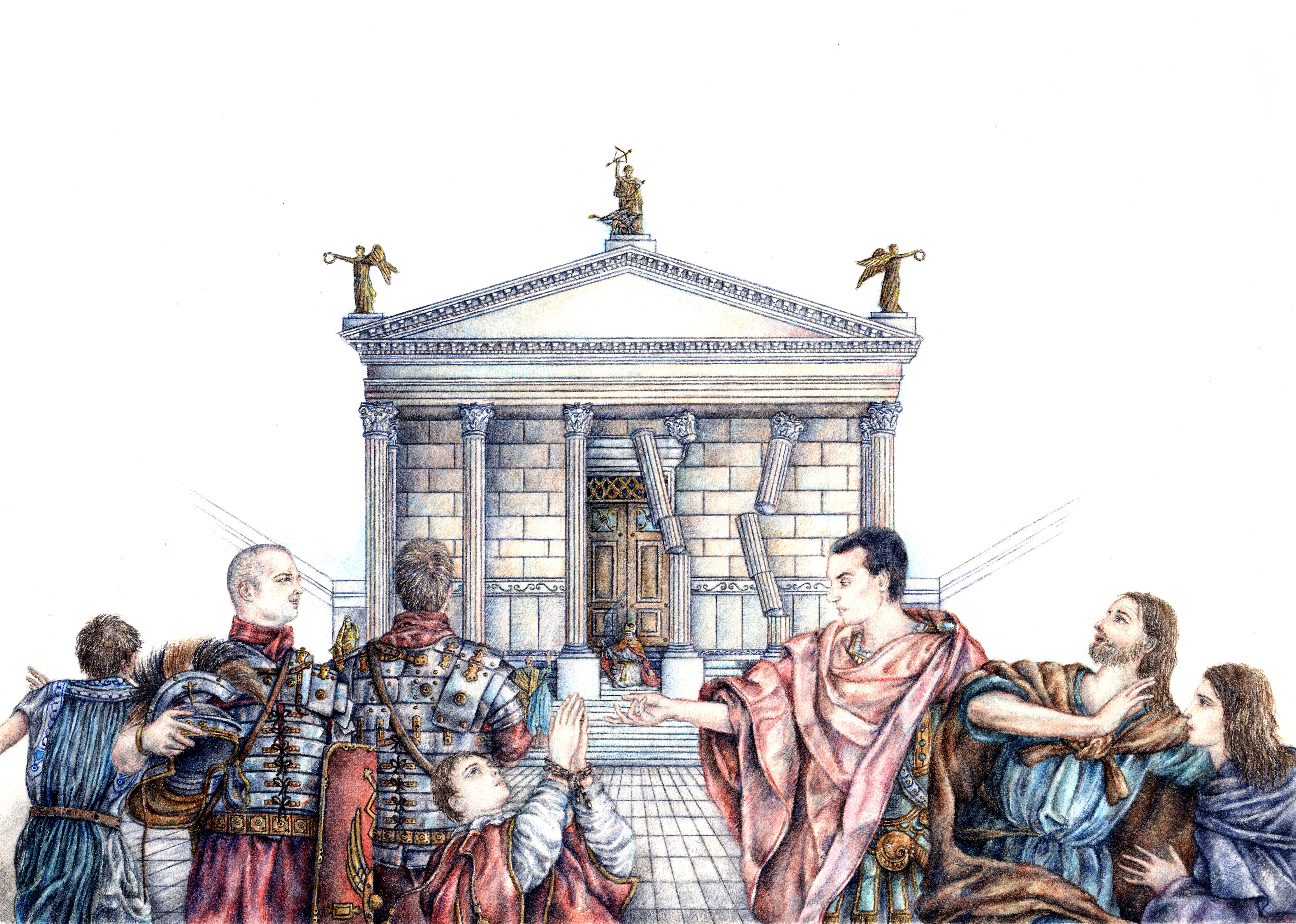
San Cesáreo diácono destruye el templo de Apolo en Terracina.
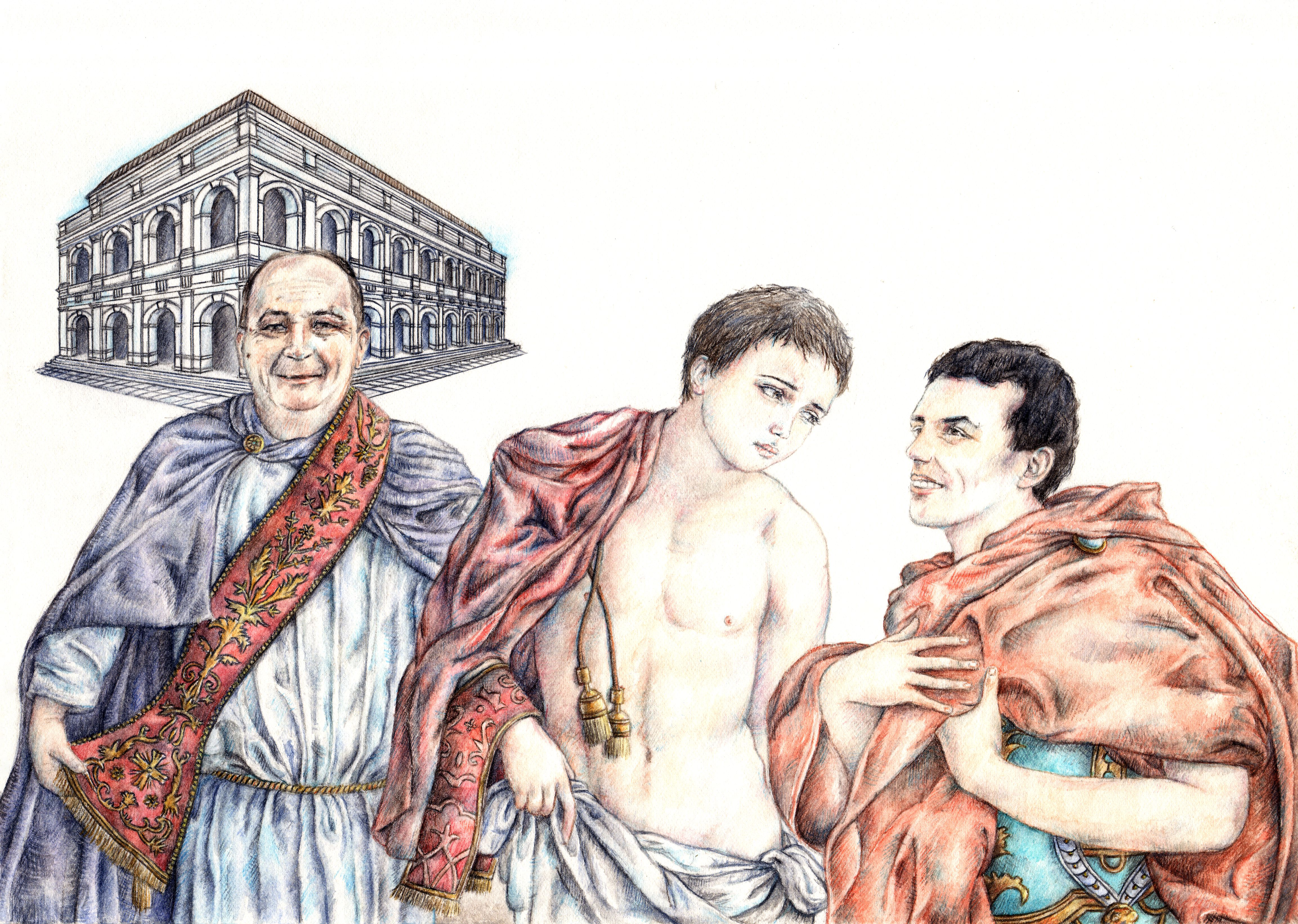
San Cesáreo diácono convierte el cónsul Leoncio.
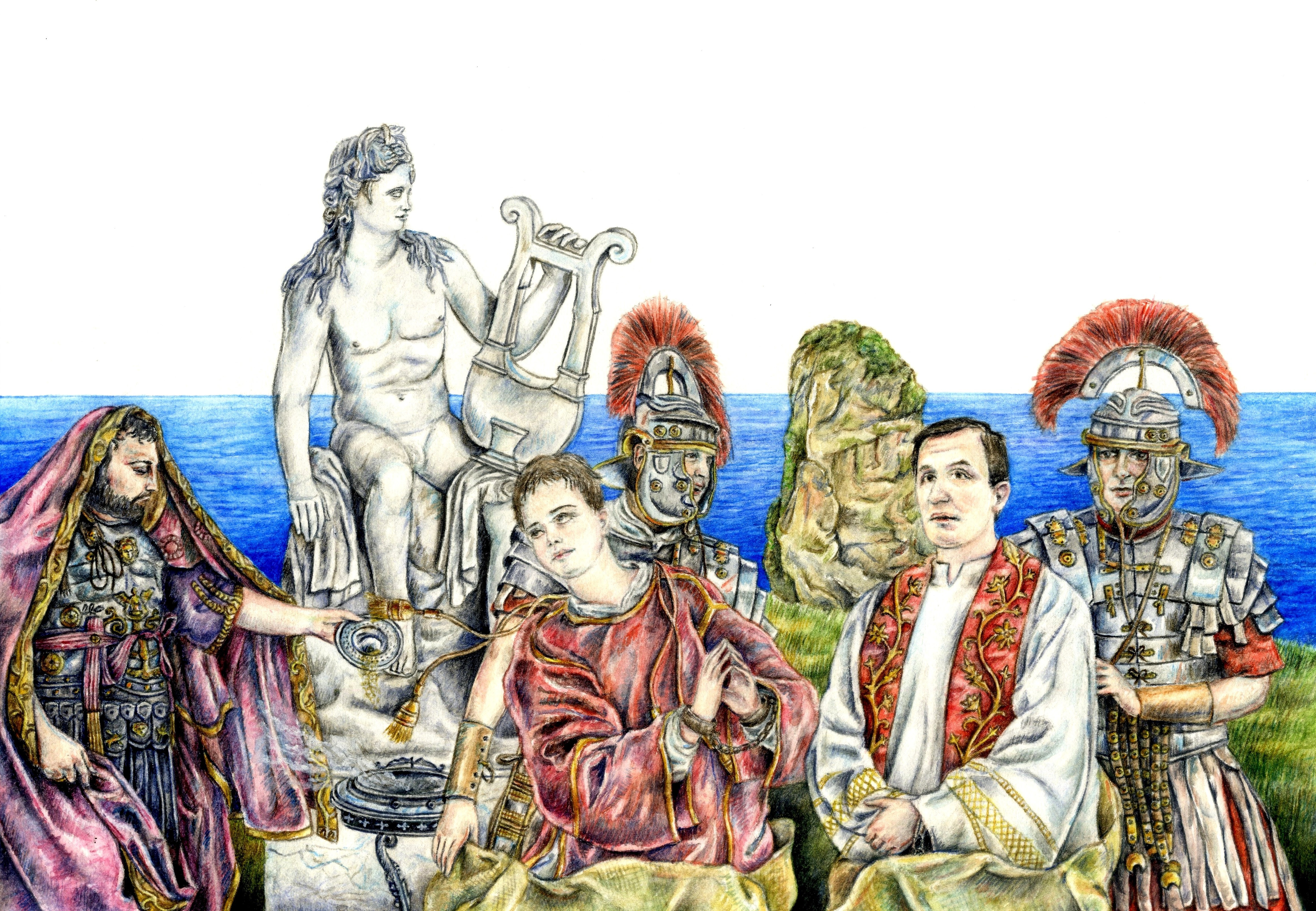
Martirio de los Santos Cesáreo diácono y Julián presbítero: encerrados en un saco y arrojados al mar en Terracina.
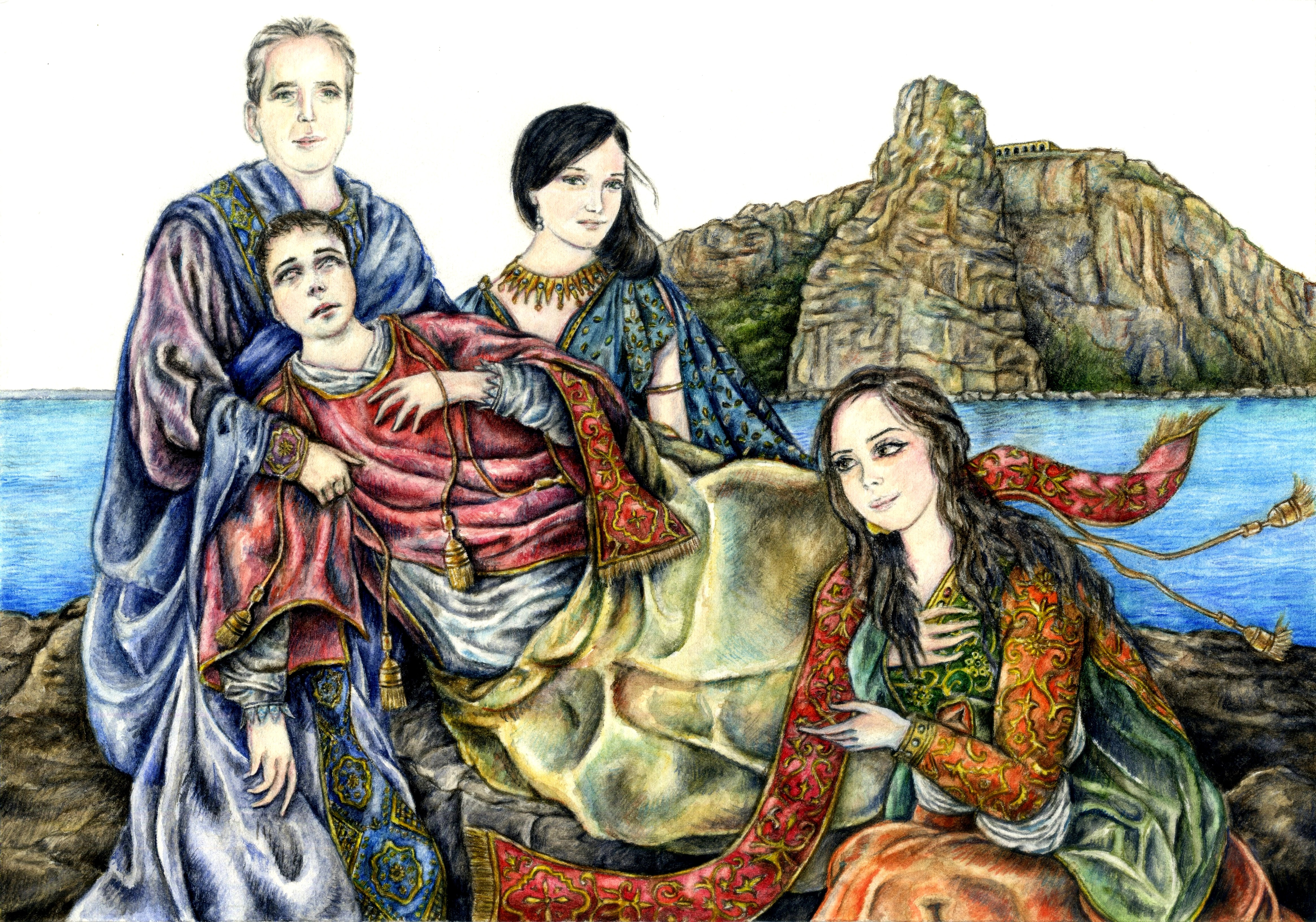
Descubrimiento del cuerpo de San Cesáreo diácono y mártir en Terracina